# Gråpapper
Gråpapper är ett poröst papper, tillverkat av sämre lump, gamla arbetskläder och liknande och innehållande vissa procent ylle.
Det har på grund av sin vätskeupptagande förmåga använts bland annat vid pressning av växter.